# Hubneria festiva
Hubneria festiva är en tvåvingeart som beskrevs av Robineau-desvoidy 1847. Hubneria festiva ingår i släktet Hubneria och familjen parasitflugor.
Artens utbredningsområde är Frankrike. Inga underarter finns listade i Catalogue of Life.